# Tolox
Tolox ist ein südspanischer Ort und eine Gemeinde (municipio) mit 2.374 Einwohnern (Stand: 2024) in der Provinz Málaga in der Autonomen Region Andalusien. Der Ort zählt zu den „Weißen Dörfern“ (Pueblos Blancos) der Provinz Málaga.

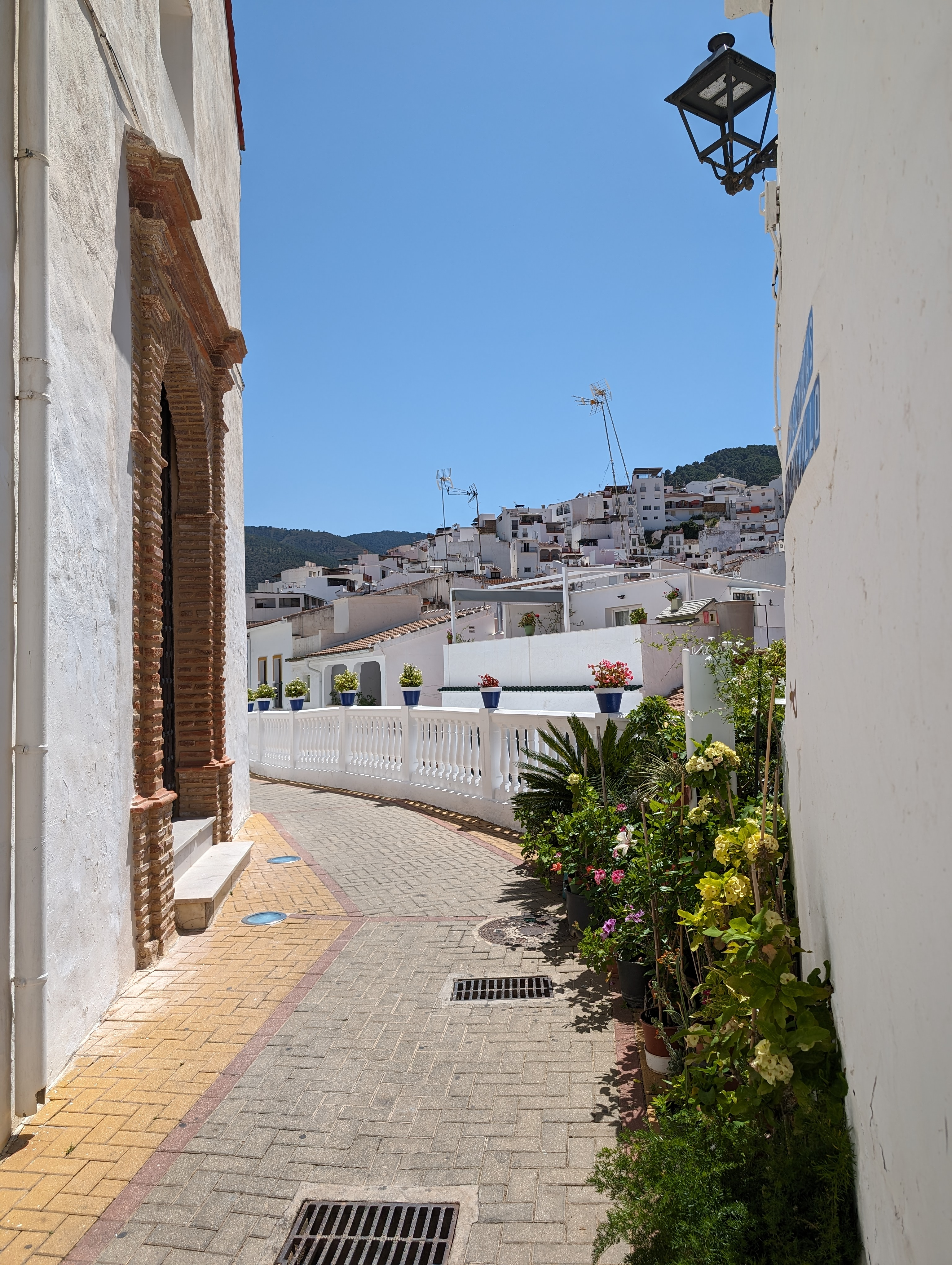
Tolox, Blick an der Kirche Iglesia de San Miguel vorbei auf die Stadt (2024)

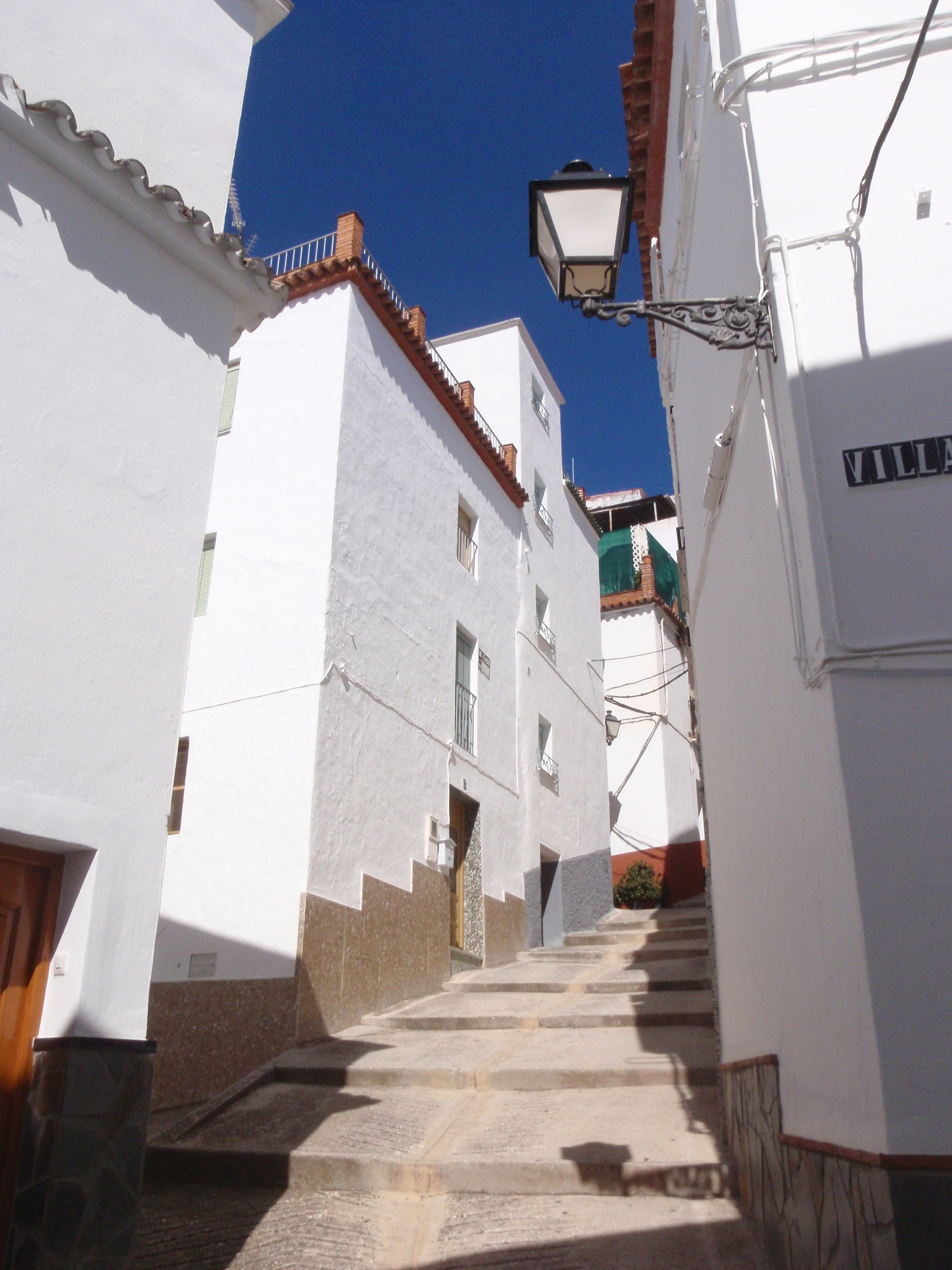
Gasse in Tolox

## Lage und Klima
Der Ort Tolox liegt im Quellgebiet mehrerer Bäche (arroyos) und kleinerer Flüsse (ríos) in den zumeist bewaldeten Bergen der Sierra de las Nieves, einem Teil der Betischen Kordillere, gut 54 km (Fahrtstrecke) westlich der Provinzhauptstadt Málaga in einer Höhe von ca. 290 bis 325 m; die Küstenstadt Marbella befindet sich ca. 45 km südlich. Der Torrecilla, der höchste Berg der Sierra de las Nieves, ist nur ca. 12 km (Luftlinie) in westlicher Richtung entfernt. Das gleichermaßen vom Atlantik wie vom Mittelmeer beeinflusste Klima ist gemäßigt bis warm; der für südspanische Verhältnisse ergiebige Regen (ca. 660 mm/Jahr) fällt – mit Ausnahme der eher trockenen Sommermonate – verteilt übers ganze Jahr.

## Bevölkerungsentwicklung
| Jahr      | 1857  | 1900  | 1950  | 2000  | 2020  |
| Einwohner | 2.973 | 3.180 | 3.263 | 2.239 | 2.210 |

Der in den 1990er Jahren einsetzende deutliche Bevölkerungsrückgang beruht im Wesentlichen auf der Mechanisierung der Landwirtschaft, der Aufgabe bäuerlicher Kleinbetriebe und dem daraus resultierenden Verlust von Arbeitsplätzen auf dem Lande (Landflucht).

## Wirtschaft
Die Menschen früherer Jahrhunderte lebten im Wesentlichen als Selbstversorger von der Landwirtschaft, zu der auch der Wein- und Olivenanbau sowie die Zucht von Schafen, Ziegen und Hühnern gehörte; im Ort selbst ließen sich auch Händler, Handwerker und Dienstleister aller Art nieder. Heute spielt der innerspanische Tourismus eine nicht unwesentliche Rolle im Wirtschaftsleben der Gemeinde.

## Geschichte
Tolox ist möglicherweise phönizischen Ursprungs und wurde dann von den Römern erobert. Nach dem Zusammenbruch des römischen Reiches begann das kurze Interregnum der Westgoten. Mit der Eroberung Andalusiens durch die Mauren 711 kam Tolox unter maurische Herrschaft. 883 n. Chr. eroberte Umar ibn Hafsun die Stadt und baute sie zu einem seiner Hauptstützpunkte in der Serranía de Ronda aus. Abd ar-Rahman III. gelang es 921 die Stadt von Umar ibn Hafsuns Sohn Süleyman zurückzuerobern; er ließ die Burg und den Alcázar zerstören. 1485 wurde Tolox im Zuge der Reconquista zurückerobert. Die maurische Bevölkerung war gezwungen, die politische, soziale und kulturelle Oberhoheit der Christen anzuerkennen. Deshalb kam es gemäß der Überlieferung 1539 zu Ausschreitungen zwischen Christen und Mauren. Die Erinnerung an den Konflikt wird alljährlich während der Karnevalszeit durch das Fest „Dia de los polvos“ („Tag des Pulvers“) wachgehalten. In den Jahren 1568–1570 kam es zu einer Rebellion der Morisken in der Serranía de Ronda und in den Alpujarras, die auch Tolox erfasste; sie wurde im Auftrag Philipps II. von den Herzögen von Arcos und Medina-Sidonia niedergeschlagen (→2. Aufstand in den Alpujarras (1568–1571)). Danach schien Tolox weitgehend entvölkert zu sein, sodass Philipp II. die Ansiedlung von Christen aus Galicien, Sevilla und Córdoba befahl.

## Sehenswürdigkeiten
- Die Cueva de las Tres Tinajas (dt. Höhle der drei Gefäße) liegt im Naturpark Sierra de las Nieves westlich von Tolox.
- Von der ehemaligen Festung (castillo) ist so gut wie nichts mehr erhalten.[7]
- Das Ortsbild mit seinen winkligen und ansteigenden Gassen stammt zum Teil noch aus maurischer Zeit.[8]
- Die Iglesia de San Miguel entstand zu Beginn des 16. Jahrhunderts; während des Moriskenaufstands wurde die Kirche zerstört, aber ca. 10 Jahre später wieder aufgebaut. Markantestes Bauteil ist das ganz aus Ziegelsteinen gemauerte Portal; die übrigen Teile der dreischiffigen Kirche bestehen zumeist aus verputztem Bruchsteinmaterial.[9]
- Die Casa Museo de Artes populares zeigt traditionelles Mobiliar und Werkzeug.[10]
- Mehrere Steinbrücken (puentes) überqueren den Río de los Caballos und den Río de los Horcajos.

Umgebung
- Die Ermita de San Roque wurde in den 1980er Jahren über einer alten Kapelle neu erbaut.[11]
- Die Ermita de la Virgen de las Nieves befindet sich ca. 5 km westlich Ortes in den Wäldern des Naturparks.[12]